# Micromus berzosai
Micromus berzosai is een insect uit de familie van de bruine gaasvliegen (Hemerobiidae), die tot de orde netvleugeligen (Neuroptera) behoort. 
Micromus berzosai is voor het eerst wetenschappelijk beschreven door Monserrat in 1992.